# Пидинг
Пидинг (њем. Piding) општина је у њемачкој савезној држави Баварска. Једно је од 15 општинских средишта округа Берхтесгаденер Ланд. Према процјени из 2010. у општини је живјело 5.351 становника. Посједује регионалну шифру (AGS) 9172128.

## Географски и демографски подаци
Пидинг се налази у савезној држави Баварска у округу Берхтесгаденер Ланд. Општина се налази на надморској висини од 455 метара. Површина општине износи 17,6 km². У самом мјесту је, према процјени из 2010. године, живјело 5.351 становника. Просјечна густина становништва износи 305 становника/km².